# 日向奥古新田犬
日向奥古新田犬（ひゅうがおくふるにったいぬ）は、宮崎県原産の日本犬の一種である。略して新田犬（にったいぬ）ともいう。

## 概要
第二次世界大戦前後に宮崎県南郷村水清村で、新田光治という猟師が日向犬を基礎にイノシシ猟に使える複数の犬種を交配して作出された犬種である。イノシシ猟専門の猟犬で、卓越した猟芸で有名となり、その名声は九州だけに留まらず日本全国に轟いた。このため新田系の猪犬を使用する猟師は多い。
ただし、新田は限られた弟子にのみ犬を出していたため、一般的に新田系と呼ばれる犬は他犬種と交配された雑種が多い。また、一部は闘犬種と交配されている。
2018年現在、純血種は20頭ほどが残存するだけとされる。

## 特徴
飛行機耳で、顔にへこみがあり、尾は太刀尾である。また、舌には舌斑が存在する。